# Japán atrocitások Szingapúrban
A japán hadsereg szingapúri atrocitásaira a második világháborúban, 1942. február 16. és március 2. között került sor. Azt nem tudni pontosan, hogy a kínaiul Szuk Csingnek (kínaiulː 肃清), tisztogatásnak nevezett kegyetlenkedéseknek hány áldozata volt. A becslések 25-50 ezer közé teszik a meggyilkoltak számát.

## Atrocitások

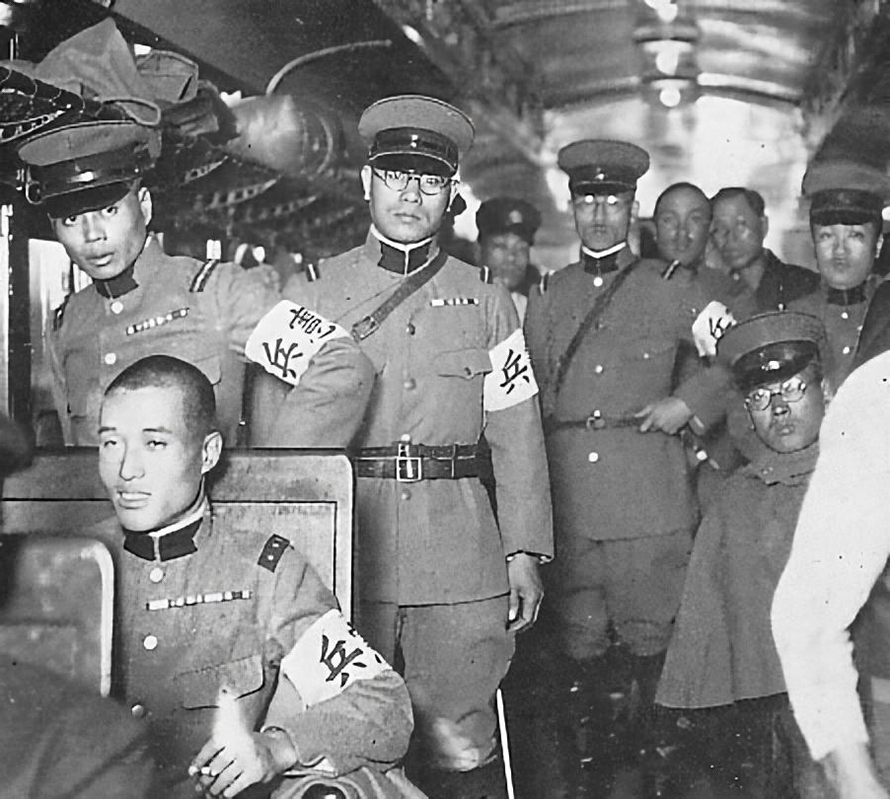
A Kempeitai tagjai 1935-ben

A brit gyarmatot, Szingapúrt védő csapatok 1942. február 15-én adták meg magukat a Malájföld felől nyomuló japánoknak. A győztesek daikenso (magyarul a nagy ellenőrzés) néven eljárást indítottak a szigeten élő kínaiak ellen, mivel azzal vádolták őket, hogy a Kínában ellenük harcoló Csang Kaj-sek támogatói.
A tisztogatásról szóló részletes útmutató Szingapúr eleste előtt, 1941. december 28. környékén elkészült. A dokumentum szerint azokat, akik nem engedelmeskednek vagy nem működnek együtt a megszállókkal, meg kell semmisíteni. Február 17-én Kavamura Szaburo altábornagyot, egy gyalogos dandár parancsnokát nevezték ki a szingapúri japán helyőrség élére. Másnap reggel megjelent a hadsereg főhadiszállásán, ahol Jamasita Tomojuki tábornok megbízta azzal, hogy segítse a japán titkosrendőrséget, a Kempeitait a megszállást veszélyeztető kínaiak kiszűrésében. Részletes utasításokat Szuzuki Szoszaku altábornagytól és Cudzsi Maszanobu alezredestől kapott. Kavamura konzultált a Kempeitai parancsnokával, Oisi Maszajuki alezredessel is.
A tömeges ellenőrzéseket, amelyeken a 18 és 50 év közötti kínai férfiaknak kellett megjelenniük, február 21-23-án a városi területeken a Kempeitai végezte. Február végén a külvárosokban folytatódott az eljárás, ezeket a vizsgálatokat a birodalmi testőrhadosztály végezte. Február 21-én az 5. és a 18. gyaloghadosztály is utasítást kapott arra, hogy tartson ellenőrzéseket a Maláj-félszigeten.
A kiszemelt áldozatok között voltak a kínai felszabadítási alap támogatói, a tetováltak, akikről a japánok azt hitték, hogy titkos társaságok tagjai, a kommunisták és a politikusok. A tisztogatások gyorsan átterjedtek minden kínai férfira, holott a többségnek semmi köze nem volt a japánellenes csoportokhoz. A kiválasztott kínaiakat távoli szigetekre – Csangi, Punggol, Blakang Mati, Bedok – küldték, ahol megölték őket. Penangon teljes kínai falvak lakosságát gyilkolták le.
Az atrocitások befejezésére március 3-án adott utasítást a hadvezetés. Mivel hivatalos feljegyzések nem készültek, nem tudni, hány ember esett a tisztogatások áldozatául. A háború után a japán hatóságok ötezer gyilkosságot ismertek el, míg Szingapúrban százezerre tették az áldozatok számát. A történészek többsége szerint 25-50 ezer között lehet a meggyilkoltak száma.
A szingapúri tömeges kivégzések miatt 1947-ben hét japán tisztet ítélt el háborús bűntettek miatt a bíróság. Kettőt közülük, Oisi Maszajuki alezredest és Kavamura Szaburo altábornagyot június 26-án kivégezték. A másik öt tisztet életfogytiglani börtönbüntetésre ítélték.